# 戦慄怪奇ワールド コワすぎ!
『戦慄怪奇ワールド コワすぎ！』は、2023年9月8日に公開された日本のホラー映画。監督は白石晃士。

## 概要
2012年から続く『戦慄怪奇ファイル コワすぎ!』シリーズの8年ぶりの新作であり、シリーズを締めくくる最終作として制作された。これまでの作品（『戦慄怪奇ファイル コワすぎ!』および『戦慄怪奇ファイル 超コワすぎ!』）との間にはキャラクターの共通性はあるが、物語上の直接的な連続性は前提されていない。撮影は『カメラを止めるな!』と同じ芦山浄水場と静岡県小山町で行われた。
シリーズの新作が制作されていることはかねてより白石監督のTwitterなどで明らかにされていたが、2023年7月4日、『戦慄怪奇ワールド コワすぎ！』として同年9月8日から新宿ピカデリーほか全国の劇場で公開されることが発表された。公開に先立ち、8月22日には新宿ピカデリーにて完成披露舞台挨拶が行われた。また、公開翌日の9月9日にはヒューマントラストシネマ渋谷で、9月10日には池袋シネマ・ロサで舞台挨拶が行われた。合わせて、ヒューマントラストシネマ渋谷では9月8日からシリーズ過去作の特集上映（一部の回は発声上映）も実施された。
本作の公開にあたり、シリーズのファンを公言するVtuberの因幡はねるが公式アンバサダーに任命された。因幡のYouTubeチャンネルへの動画の掲載、白石監督の生配信への出演といった宣伝活動が実施された。

## あらすじ
コロナ禍の影響もあり、倒産の危機にあった怪奇系ドキュメンタリーのプロデューサー、工藤仁（大迫茂生）のもとに、1本の動画が送られてくる。ネットでバズることを目的に心霊スポットとされる廃墟へと忍び込んだ3人の若者、遥（福永朱梨）、絢音（小倉綾乃）、大輝（梁瀬泰希）が投稿したものであった。そこには不可解な現象、そして仁王立ちの「赤い女」に睨まれ、追いかけられる姿が収められていた。
この廃墟でスクープ映像を撮ることによって大儲けができるのではないかと目論んだ工藤は、かつての仲間、ディレクターの市川実穂（久保山智夏）とカメラマンの田代正嗣（白石晃士）を呼び集め、霊能者の鬼村伊三（木村圭作）と若者たちと共に廃墟へと向かう。
マイクロバスで昼間に出発した一同だが、車窓の風景は一瞬で真夜中となり、気づくと廃墟に到着していた。暗い廃墟の中に入ると、今度は突然、無人で現代的な昼間のビルの中に移動し、脱出するために走り回る一同。不気味な声に脅されながら、何とか元の廃墟に戻ったが、そこは、過去の“昼間の廃墟”だった。
一同の前に現れる過去の遥と同性カップルの琴子(南條琴美)。過去の2人には現在の一同が見えていない様子だった。過去に廃墟探検に来て、ここで黒ずくめの男にレイプされたと話す現在の遥。遥は、妊娠して失踪した琴子を探すために廃墟に戻って来たのだ。そこへ現れるレイプ犯の黒ずくめの男。
再び時間が夜となり、過去の遥たちが消えた廃墟で、黒ずくめの男が工藤たちを奇怪な術で攻撃してきた。若者3人と鬼村が殺され、男が覆面を外すと、その顔は工藤とウリ二つだった。そこへ現れて、生存者たちを昼間の廃墟に移動させる珠緒(桑名里瑛)。彼女は若いながらも鬼村の師匠であり、鬼村の依頼で駆け付けた優秀な霊能者だった。
黒ずくめの男は「異世界の工藤」だと語る珠緒師匠。工藤の悪い部分が人間化したものだが、工藤の“中心”は悪い部分を葬りたいと願っているために、一同はパラレルワールドに迷い込んだのだという。さらに珠緒師匠は「赤い女」が時空の狭間に迷い込んだ琴子だと看破した。琴子は愛する遥を危険な廃墟から遠ざける為に幽霊として現れていたのだ。血まみれの赤い姿のまま工藤たちに同行する琴子。
新しいパラレルワールドを作って過去へ戻り、生きている状態の鬼村や若者たちを連れ帰る作戦を立てる珠緒師匠。黒ずくめの男に妨害されつつも、鬼村たちを救助したが、珠緒師匠が異空間に飛ばされ、工藤たちと琴子だけで男に対峙しなければならなくなった。自分の中の「悪の部分」を必死で攻撃する工藤。琴子は巨大で不気味な胎児の怪物を呼び出して男を食わせた。
帰還した珠緒師匠によって廃墟の外の、昼間の前庭に戻される一同。琴子も普通の人間に戻った。撮影した映像で大儲けできると歓喜する工藤に、収益の50％を報酬として要求する珠緒師匠。だが、その世界には巨大な胎児も付いて来ており、胎児が放った異世界の怪異によって、世界を地獄に変える厄災が始まろうとしていた。

## キャスト
- 工藤仁 - 大迫茂生
- 市川実穂 - 久保山智夏
- 田代正嗣 - 白石晃士
- 呉見遥 - 福永朱梨
- 大倉絢音 - 小倉綾乃
- 柳井大輝 - 梁瀬泰希
- 赤い女／北条琴子 - 南條琴美
- 鬼村伊三 - 木村圭作
- 珠緒 - 桑名里瑛
- 吉田悠軌 - 吉田悠軌

## スタッフ
- 監督・脚本・撮影・音響効果 - 白石晃士
- 製作 - 吉原豊
- プロデューサー - 三上真弘、田坂公章
- ラインプロデューサー - 姫田伸也
- 助監督 - 山口晋策
- 録音・整音 - 根本飛鳥
- 特殊造型・イラスト - 相蘇敬介
- 編集・合成 - 宮崎歩
- 配給 - アルバトロス・フィルム
- 制作プロダクション - レスパスフィルム
- 製作委員会 - ニューセレクト、ジェンコ